# Durchfallen
Durchfallen steht für einen außergewöhnlichen Misserfolg. Diese Verwendung beinhaltet unter anderem
1. ein Nichtbestehen einer Prüfung oder einer Wiederholung einer ganzen Klassenstufe in der Schule[1],
2. das Nichteinhalten von Qualitätsanforderungen durch Dinge (Produkte),[1]
3. die Ablehnung eines Schauspielers, einer Inszenierung oder eines Stückes auf der Bühne, oder auch
4. das Nichtgewähltwerden bei einer Wahl.

Das substantivierte Verb Durchfallen (heute vor allem in der Theatersprache auch: Durchfall) stammt in der beschriebenen umgangssprachlichen Wortbedeutung von hindurchfallen, beispielsweise von durch eine Öffnung hindurch fallen. Seit dem 18. Jahrhundert ist das Wort als Durchfall vor allem in der Studentensprache nachweisbar. Als Herkunft seiner seit damals geläufigen Bedeutung „eine Prüfung nicht bestehen“ wird ein Motiv der mittelalterlichen Schwankliteratur angegeben: Nach diesem soll ein Mädchen seinem Liebhaber einen Korb mit so leichtem Boden herablassen, dass er beim Hinaufwinden durch die zerbrechende Bodenöffnung hindurch fällt. Diese These wird dadurch gestützt, dass bereits im 16. Jahrhundert durch den Korb fallen synonym für die Prüfung nicht bestehen verwendet wurde.
Ab dem 18. Jahrhundert wird es auch synonym verwendet für bei einer Wahl nicht gewählt werden (im Sinne von: „bei den Wählern durchfallen“). Ab dem 19. Jahrhundert wiederum wird Durchfall (in dieser Form) in der Theatersprache übergeordnet für einen Misserfolg auf der Bühne verwendet, z. B. bei der gänzlichen Ablehnung eines Stückes, einer Inszenierung oder eines Schauspielers bei Theaterpremieren durch das anwesende Publikum.